# ユハ・ヴァイニオ
ユハ・ハッリ・ヴァイニオ（フィンランド語: Juha Harri ”Junnu” Vainio）、またはユハ・"ヴァット"・ヴァイニオ（Juha ”Watt” Vainio、1938年5月10日 - 1990年10月29日）は、フィンランドの作詞家、歌手、作曲家、教師。ヴァイニオは2,400以上の歌の作曲家または作詞家であり、サウヴォ・プフティラ、レイノ・ヘリスマー、ヴェクシ・サルミと並ぶフィンランドの多作な作詞家として知られる。ヴァイニオは短期間キュメンランタ小学校（Kymenranta）の教師を務めた。
ヴァイニオは1960年代初期から作曲をはじめ、死去するまで作曲を続けた。出身地のコトカのほか、ヘルシンキとエスポーにも数年間住んだ。晩年にはスイスのグリオンに住み、1990年10月に心臓発作で死去した。死後、ヘルシンキにある家族墓地で埋葬された。
「ヴァット」（Watt）という別名はソロデビューシングルのパラス・ラウタランカユフテュエ（Paras rautalankayhtye、「最高のラウタランカ・バンド」）の歌の名前からとられたものであり、単独では使われず常に「ユハ・ヴァット・ヴァイニオ」と名前の一部として扱われる。

## 生涯

### 家族と幼年期

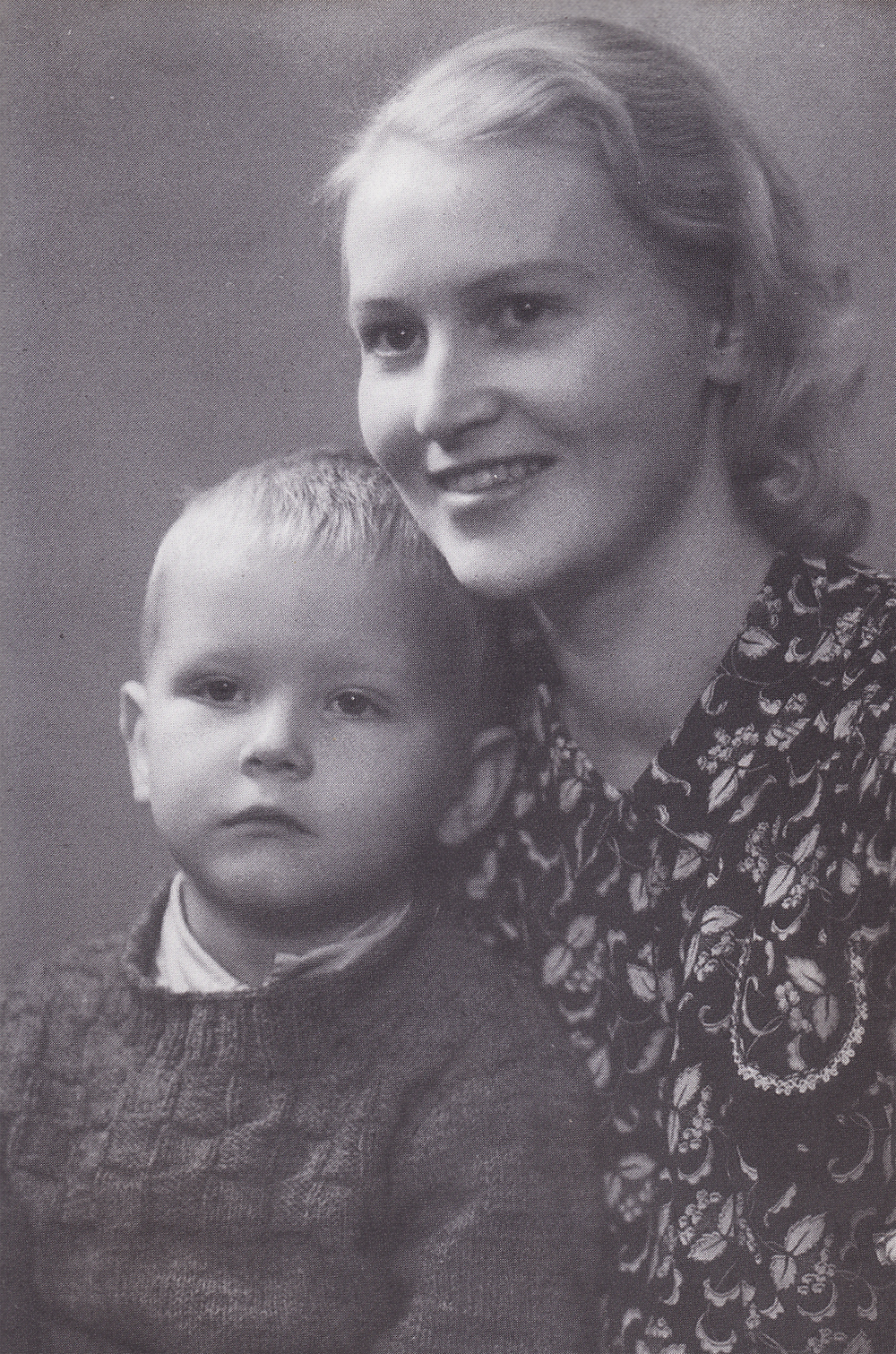
ユハ・ヴァイニオと母のカーリナ、1940年代。

ユハ・ハッリ・ヴァイニオは1938年5月10日、タウノ・ヴァイニオ（Tauno Vainio）とカーリナ・ヴァイニオ（Kaarina Vainio）の長男としてコトカで生まれた。彼は幼年期の大半をイマトラのヴオクセンニスカ（Vuoksenniska）で過ごした。また妹にマルヤ（Marja、1944年生）が、弟にマルック（Markku、1946年生）がいる。
ヴァイニオの祖父エミル・アラヤースキ（Emil Alajääski、1881年生）は20世紀になってすぐに苗字をヴァイニオに変えた。ヴァイニオの父方の家族は多くの運動員を輩出し、母のカーリナ・ヴァイニオも運動員の経験があった。父のタウノ・ヴァイニオは1937年にヴァイニオと婚約した後、ヴオクセンニスカで白衛軍の地方首長になり、硬骨漢として知られた。カーリナ・ヴァイニオは中学校を卒業しており、タウノ・ヴァイニオも技師としての教育を受けた。
子供時期のユハ・ヴァイニオは歌唱を愛し、隣人たちもたびたび彼を招いて歌わせた。1939年に冬戦争が勃発したときにはユハがまだ1才だったため、事態を知るには若すぎた。父が予備軍の大佐として戦争に参加すると、ユハは母とともにコトカのメツォラに移った。ユハが成長した後に覚えていたことは、空襲警報のサイレンと人々の緊張だけだった。一度戦争よりも隣人の女性のほうが怖いと述べたが、戦争が彼の心に傷跡を残したとも述べた。彼のセッライスタ・エラマ・オン（「それが人生」）というアルバムの歌エラーンライネン・ソタヴェテラーニ（Eräänlainen sotaveteraani、「退役軍人の一種」）にもそのような感情が含まれた。コトカが港町であり、空襲をよく受けたため、ユハと母は度々避難する必要があった。避難するときは母のいとこのとこに泊まることもあり、ユハはそこで母のいとこでオッリ・ミエッティネン（Olli Miettinen）と知り合いになった。2人の年齢差は6歳だった。カーリナ・ヴァイニオ唯一の兄弟マウノ（Mauno）は戦死した。
1945年、ヴァイニオ一家はメツォラの一軒家に転居、1950年にはコトカの中心地であるコトカンサーリに再び転居した。ユハ・ヴァイニオは後に幼年期の最も素敵な時期はメツォラに住んだ時期であると回想した。彼はそこで4年年上のネストリ・ミーックライネン（Nestori Miikkulainen）と出会い、ミーックライネンは後にヴァイニオの歌髭の生えた独身者に出演した。ヴァイニオは度々友達とコトカ港で過ごし、その後も一生を通して海を好んだ。
ユハ・ヴァイニオは先天的な心臓病を診断された。この病気により彼の唇は青色になったり、急性な窒息を起こしたりした。彼は1949年初に心臓手術を受けた。同時期には母が結核を患ったが回復した。ユハははじめ手術が大型だったため大人の病室に留め置かれたが、後に回復のために児童病室に移動された。やがて彼は退院して家に帰り、病気から回復した。

### 学校
ユハ・ヴァイニオの教育は初期には上手くいかなかった。彼は学校で挫折して3週間不登校になった。小学校の後、コトカのギムナジウムに進学、一家は同時にメツォラからコトカンサーリに転居した。学生時代の親友は2年年上のリスト・"ティソ"・ヴァルユス（Risto ”Tiso” Warjus）であり、2人ともコトカ・ギムナジウムの合唱団で歌った。ギムナジウムでヴァイニオの音楽教師になったアルヴォ・ヴァイニオ（Arvo Vainio）はその大きな鼻が漫画キャラの「ユンヌ」（Junnu）に似てるから、ユンヌというあだ名をつけられた。その後、教師と同じ苗字だったことからユンヌというあだ名がユハ・ヴァイニオにつけられた。
15歳のとき、ヴァイニオは作家になると確信していた。彼は詩についての本を読んだ後、詩のルールを学んだらそれを破るのは簡単であると述べた。ギムナジウムで書いたエッセイによりユハに作家としての才能があることが明らかになった。しかし、ヴァイニオの教師たちは時には彼の文章について複雑な気持ちになったこともある。例えば、ヴァイニオが書いたとある陽気なコラム風記事は教師にエッセイとして採点できないとして、結局採点はなされなかった。エッセイはユハの強みだったが、彼にとって学校は退屈だった。彼は退学を考えたが、校長に説得されて意を翻して転校、後に友人のリスト・ヴァルユス（Risto Warjus）も同じ学校に転校した。結局、ヴァイニオが好成績を出した学科は歌唱とスポーツだけだった。
1957年頃、ヴァイニオの家族はコトカの中心から港の近くに転居、数年後にはシベリウクセンプイスト近くに転居した。ユハ・ヴァイニオは手術を受ける前は心臓に病気を抱えていたが、彼は手術の前もその後も良くスポーツをした。彼はコトカで人気なスポーツであるサッカーとバスケットボールを好み、またティソ・ヴァルユス（Tiso Warjus）とともに走高跳を練習した。心臓の手術の後、ユハの健康は悪化したが、スポーツをすることで快方に向かった。

### はじめて音楽に触れる

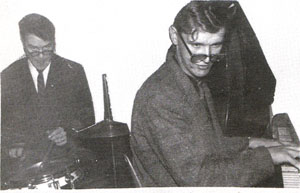
1957年、フェンニア（Fennia）というレストランにいるユハ・ヴァイニオ（右）

ユハ・ヴァイニオは1950年代中期に音楽に興味を持ち、ミュージシャンと交流しはじめた。当時、コトカにおけるジャズ音楽の中心地はフェンニア（Fennia）というレストランであり、ケイヨ・ライティネンやヴァイニオの母のいとこオッリ・ミエッティネン（Olli Miettinen）などがそこで演奏した。ヴァイニオは当時21歳未満で未成年者だったが、彼はレストランに潜り込むことに成功、そこで自分が書いた歌詞をミュージシャンに見せ、たまにはピアノ演奏を許されたこともある。ヴァイニオは後に当時の友人たちがヴァイニオはいつでも一文無しであると覚えていたと回想した。やがてヴァイニオはだんだんと飲む量が増え、友人にアルコールをねだることもあった。
1956年末、ヴァイニオはミュージシャンの友人で3歳年上のヘイッキ・カウッピネンの隣に住んだ。彼はドラマーのエルッキ・リーカネン（Erkki Liikanen）とも知り合いになった。ヴァイニオは友人たちとは音楽の趣味が違い、オッリ・ミエッティネンとレイヨ・"レンポ"・タニはジャズを聴いたが、ヴァイニオはシュラーガー音楽を好んだ。ヴァイニオは後に自身が書いた歌詞で多くの友達を名指しで描いた。
1957年、フィンランドの徴兵制に基づきヴァイニオはフィンランド軍に徴集された。彼は当時19歳でギムナジウム卒業の前年であったが、職を探してからにしたかったためマトゥーラ（卒業試験）直後に徴集に応じることはしたくなかった。そのため、彼は翌年、ギムナジウム卒業の年の春に友人のペッカとともにパリへ休暇に行った。ヴァイニオは1959年春にマトゥーラを合格する予定だったが、スウェーデン語の試験に落ちて秋にようやく合格した。

### 夫、教師と軍人として
ユハ・ヴァイニオはフェンニアで後に妻となるタイナ・カウコネン（Taina Kaukonen）に出会い、タイナが1960年初に懐妊すると、ユハの両親はユハを叱り、その結果ユハとタイナは1960年夏に急遽結婚、同年10月には息子のイルッカをもうけた。その後、1961年にサミ（Sami）を、1963年にカッレ（Kalle）を、1967年にカティ（Kati）をもうけた。2人ははじめユハの両親の家に住んだが、ユハがヘルシンキで進学するとそこに転居した。彼はYhteiskunnallinen korkeakoulu（「社会科学学校」、タンペレ大学の前身）、続いてOpettajakorkeakoulu（師範学校）に進学、そこで卒業した。
ユハ・ヴァイニオはユラパー小学校（Yläpää）で高学年を教え、学生たちから「ユンヌ」（Junnu）の愛称で呼ばれた。彼は朝に学生たちに賛歌ではなく童謡を歌わせるなどリラックスした教学法を採用した。学生たちはヴァイニオと一緒に食事をしたり、テレビを見たりすることもできた。1964年には兵役に就くために一時学校をあけた。すでに作詞家としていくらかの名声があるヴァイニオは兵役に就いていたとき、カルヤラ旅団の訓練歌の歌詞を書く仕事についた。ヴァイニオは1964年秋、26歳で兵役を終えた。

### 突破

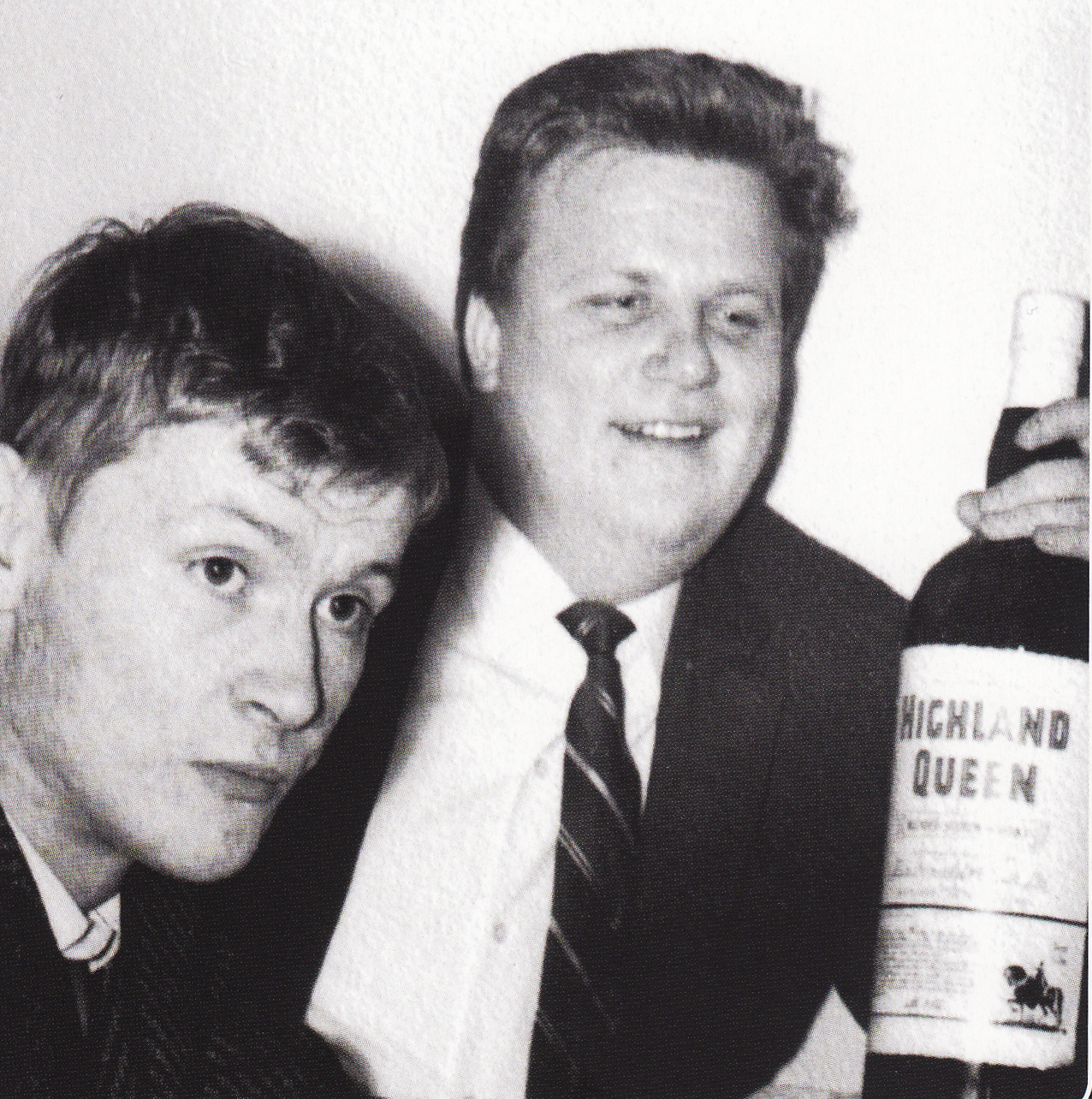
「年老いた密輸入者ライティネン」（Vanha salakuljettaja Laitinen）という歌に登場するライティネンなる人物はケイヨ・ライティネン（右）に因んで名づけられた。左はユハ・ヴァイニオ。

ヴァイニオの音楽はタピオ・ラウタヴァーラ、ゲオルグ・マルムステン、ヘンリュ・トヘールの影響を受けた。彼はプロのミュージシャンになるべく、音楽をするための訓練を受けた。彼は友人のバンドのために歌詞を書き始め、これらの歌詞は彼にいくらかの名声を与えた。ヴァイニオは曲も書いたが主には作詞家であり、彼は発表された歌だけでも2,400曲以上手掛けており、そのうち大半は他人により録音され、彼自身は作曲か作詞にしか関わらなかった。ヴァイニオが作詞した多くの歌はトイヴォ・カルキが作曲した歌であった。彼は外国の歌でも人気なものはフィンランド語に翻訳したが、翻訳作品はロイヤリティをもらえず固定金額の給料しかもらえなかったためやがて翻訳をやめることとなった。
ヴァイニオの音楽生涯が始めて間もなくのころ、コメディアンのスペデ・パサネンはヴァイニオとその友人にルルヤンッシリーヒ（Ruljanssiriihi、「くだらない長話のむち打ちハウス」）というラジオ番組で演奏するよう求めた。ヴァイニオらのバンドは同意した。その後、パサネンがラジオ番組からテレビ番組に移ると、ヴァイニオたちもそれに従った。ヴァイニオたちはパサネンのスペデン・サルーナ（Speden saluuna、「スペデのサロン」）や50ピネタ・ミヌーッティア（50 pientä minuuttia、「小さな50分間」）で演奏した。
友人のエルッキ・リーカネン（Erkki Liikanen）の助力を借りて、ヴァイニオはレコード会社フィンディスクとの取引に成功、1964年にデビューシングルのパラス・ラウタランカユフテュエ（Paras rautalankayhtye、「最高のラウタランカ・バンド」）を出した。ヴァイニオは同時に「ヴァット」（Watt）というあだ名を得て、それをデビューシングルのカバーに印刷した。ヴァイニオはカトリ・ヘレナなどほかの歌手や音楽家のために歌詞を書いた。1965年、ヴァイニオの両親と弟や妹がヘルシンキに転居、同時にヴァイニオ一家がエスポーに転居、そこに25年以上住んだ。1966年、親友のオッリ・ミエッティネンが34歳で死去した。
ヴァイニオの歌ミスタ・ロユダン・ユスタヴァン（Mistä löydän ystävän、「友達はどこで探すの」）、マーナンタイタンゴ（Maanantaitango、「月曜日タンゴ」）はヴァイニオが兵役に就く前の1963年にカトリ・ヘレナによって録音されていた。ヴァイニオは軍から離れる前に作曲家・音楽ジャーナリストのサウヴォ・プフティラ（フィンランド大衆からは筆名のサウッキ（Saukki）で知られていた）と知り合いになり、プフティラはヴァイニオにフィンランド国営放送が作詞家を探していたことを教えた。教師の職を辞めたかったヴァイニオはすぐにミュージシャンのレイノ・マルックラとともにサ・クールト・パイヴァーン・ヨカイセーン（Sä kuulut päivään jokaiseen、「あなたが毎日」）を創作（マルックラ作曲、ヴァイニオ作詞）、エイノ・グロンが歌った結果この歌はヒットした。
ヴァイニオはムシーッキ＝ファゼルで働いた給料をもらいつつ、自分の歌も書いた。彼は国際でヒットした歌をフィンランド語に翻訳した。例としてはダニーのピーロパイッカ（Piilopaikka、「隠れ家」、原曲はゴット・ユア・トラブル）、ザ・ファーストがブレイクした作品ニュト・メニ・ヘルモト（Nyt meni hermot、「今私は怒り狂っている」）などがある。ヴァイニオはスタジオでの録音に度々遅れ、バンドや会社を怒らせた。ヴァイニオは30歳のとき、もっともよく知られる翻訳作品の1つであるフレディのコルマス・リンヤに沿って戻ってくるを書いた。ほかにもビートルズの「ペニー・レイン」を翻訳した、ペペ・ヴィルベルグのローペリーン（「ローペリへ」）も成功を収めた。ヴァイニオが翻訳した歌詞では舞台をヘルシンキとしたが、彼が歌詞を書いたときは実はコトカのことを考えていたといわれている。
ほかの歌手のために歌を書くほか、ヴァイニオはソロ歌手としても有名になった。彼は自身の歌を数曲作曲したが、自身を歌手や作曲家だと考えたことはなく、作詞家としか考えなかった。彼はまずペルッティ・メツァリンネのオーケストラとともに「フム＝ブーギエ」（Hum-Boogie）を録音した。彼が最初に録音した歌には1964年のJos vain saisin nastahampaan takaisin（「もし歯かんを取り戻せたら」）と1965年のSuolaa, suolaa, enemmän suolaa（「塩、塩、もっと塩を」）とJuhannustanssit（「真夏の舞踏会」）であり、いずれもヴァイニオのデビューアルバムユハ・"ヴァット"・ヴァイニオに収録された。
1960年代中期、ヴァイニオはSellanen ol' Viipuri（「それがヴィープリ」）、Turistit tuppukylään（「小さな町に着く旅行者」）とエリク・リンドストロムとの共作Herrat Helsinginで成功を収めた。しかし、フィンディスクがスカンディア＝ムシーッキに売却されると、ヴァイニオとリンドストロムの共作も終結した。ヴァイニオは直後にサウッキの紹介を受けて作曲家のヤーッコ・サロと知り合った。作曲家トイヴォ・カルキが1965年1月にそれまで一緒に歌を作った作詞家レイノ・ヘリスマーを失うと、ヴァイニオは作詞家としてカルキとともに歌を創作するようになった。
1960年代末から1970年代初期にかけての有名な歌にはスオミ＝ルオツィ（Suomi–Ruotsi、「フィンランド＝スウェーデン」）と1971年にリリースされたマトカラカスタヤ（Matkarakastaja、「旅する恋人」）だったが、後者は批判に遭った。ヴァイニオのアルバムのうち初期のものはシングルのコンピレーションだったが、1972年にははじめてスタジオアルバムを録音した。このヴィーサリ・ヴァラハターというアルバムにはカウニッサーリという歌が含まれているが、ヴァイニオは音楽生涯の中で数回カウニッサーリを録音した。カウニッサーリは次のアルバムトゥリン、ナイン・ヤ・ソイティン（1975年、「来た、見た、演奏した」）にも含まれた。マトカラカスタヤもヴィーサリ・ヴァラハターも初期に発表された作曲だったが、ヴァイニオが精力的に作曲するようになるのは1970年代末のことだった。
1966年、ヴァイニオはヴェクシ・サルミとアーウィン・グッドマンと知り合いになった。ヴァイニオ、サルミ、グッドマンの3人はKansalle mitä kansa haluaa（「人々に欲しいものを」）というサマーツアーを行ったが、ヴァイニオはアルコール中毒で演奏できる状態になかった。1968年、ヴァイニオとレイヨ・タニはユハ・"ヴァット"・ヴァイニオとレイヨ・タニというシングルのコンピレーションアルバムを発売した。このアルバムにはヴァイニオのカウヘア・カンックネン（Kauhea kankkunen、「酷い二日酔い」）と「年老いた密輸入者ライティネン」（Vanha salakuljettaja Laitinen）が含まれているが、いずれもトイヴォ・カルキとの共作である。そのうち、後者はヴァイニオの親友ケイヨ・ライティネンに因んで名づけられた。1970年にはグンナル・マットソンとともにコズリを書くようになった。

### 再び教師に
ヴァイニオは1970年代初期に再び教師になった。彼は全ての学生にあだ名をつけ、学生たちもヴァイニオをユンヌと呼んだ。彼はかなり非正規な懲罰を使用する傾向があったが、全体的には学生たちとうまくいった。遅刻することが多く、書類事務を未完成のまま放置する癖もあったが、ヴァイニオは教師をやめる直前に学生たちに感謝して、学生のために遠足を計画した。

### アルコール依存と禁酒

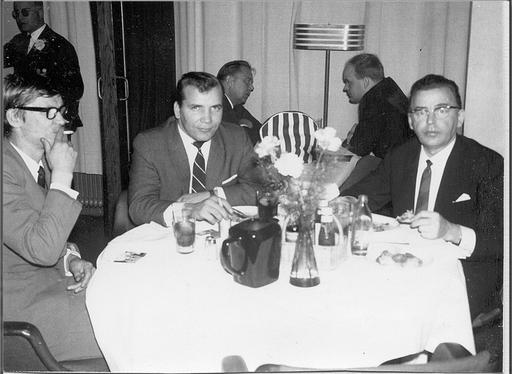
ユハ・ヴァイニオ（左）、エイノ・グロンとオラヴィ・ヴィルタとともに。1965年撮影。

時間が経つとともに、ヴァイニオはだんだんと大酒飲みになった。1960年代末にはグンナル・マットソンやアーッレ・エロとともにタピオン・トゥオッピ（Tapion Tuoppi）をよく通うようになった。彼は飲むものがなくなることに備えてヒップフラスコを持ち歩くようになった。ヴァイニオが飲むようになったのは家庭関係の悪化が一因であるとされている。彼の多くの友人も大酒飲みだったが、彼は大酒飲みという問題があるにもかかわらず常に納期内に歌詞を仕上げた。
1972年、ヴァイニオの友人ヘイッキ・カウッピネン（Heikki Kauppinen）とレイヨ・タニは1972年にアルコールをやめたが、ヴァイニオははじめその決断が変であると考えた。1970年にヴェクシ・サルミがファゼルに雇われると、ヴァイニオとサルミは度々一緒に飲むようになり、二日酔いしつつ職場に来ることもあった。ヴァイニオは一度広告用の歌の歌詞を仕上げることを忘れ、納期が来たときには二日酔いで働ける状態にないためサルミが代わりに歌詞を書き、結果的にはヴァイニオの曲にサルミの歌詞という形になった。1970年代、ヴァイニオはさらに酒を多く飲むようになるが、彼の両親はそれをやめさせることができなかった。ヴァイニオはベッドの下にアルコールを置かない限り寝ないと報じられており、常にアルコールを1ボトルを持ち歩いていたという。ヴァイニオはやがてこの状態が永遠に続くわけにはいかないと気づき、1975年夏にはアルコールを完全にやめることを決めた。ヴァイニオの禁酒はサッカー選手のカイ・パハルマンに助けられており、パハルマンはヴァイニオにまだ生きていることが驚きであると述べた。1975年末、ヴァイニオは4か月間禁酒したが再び短期間飲んだくれになり、1976年1月にはようやく完全に禁酒した。
ヴァイニオはオスモ・"オスク"・カネルヴァなど数年前に禁酒した友人の支持を受けた。ヴァイニオの友人の1人エイノ・グロンもヴァイニオに倣って1年半後に禁酒に成功した。ヴァイニオは絶対禁酒者とは呼ばれたくなく、自身をアルコール依存症から回復した者として考えた。禁酒した後のヴァイニオの歌はより真面目でより感情的になったが、ユーモアに満ちた歌詞も書き続けた。
ヴァイニオは禁酒したが、彼は他人が酒を飲むことには寛容であり、友人が酒を飲んでも一緒にいることができた。彼は友人が訪れてきたことに備えて（自身が飲まないにもかかわらず）家にアルコールを準備した。また歌詞でもアルコールについて議論するようになった。しかし、禁酒は家庭関係を解決したりはせず、タイナとは結局離婚した。

### 離婚以降
離婚した後、ヴァイニオの生活が少しずつ変わるようになった。創作では1970年代末と1980年代には更に多作になり、作詞のほかには作曲もよくするようになった。彼はヴェイッコ・サムリ（Veikko Samuli）とヤーッコ・サロと共作することが多く、サロはヴァイニオが書いた歌をアレンジするようになった。
1976年、ヴァイニオのカンシ・キーンニ・ヤ・クーレミーン（1976年、「唇を閉じてさようなら」）というアルバムに収録されているJawohl, jawohlという歌は歌詞でのラップランドに行くドイツ人旅行者への評論により批判を受けた。このアルバムには感情的なMä uskon huomispäivään（「私は明日を信じる」）やPlayboy 60 v（「プレイボーイ60年」）、スオミ＝ルオツィ（Suomi–Ruotsi、「フィンランド＝スウェーデン」）やTaas lapsuuden maisemiin（「育った場所に戻って」）なども収録されている。
ヴァイニオは1970年代初期にいくつかの作曲を発表したが、精力的に作曲するようになったのは1970年代末のことだった。彼の初期の作曲にはマトカラカスタヤ（Matkarakastaja、「旅する恋人」）やヴィーサリ・ヴァラハターがある。また、1970年代末の歌のうち最も人気な歌はカユン・アホン・ライター（1979年、「私は空き地を歩く」）というアルバムに収録された同名の歌だった。ヴァイニオはすでに禁酒したものの、たまにはアルコールについての歌を歌うこともあった。ヴァイニオはより感情的な歌を書くようになり、この傾向は次のアルバムであるアルバトロッシ・ヤ・ソルサ（1981年、「アルバトロッスと鴨」）で明らかになった。このアルバムにはヴァイニオの最もよく知られている歌の1つであるアルバトロッシ（Albatrossi）が収録されており、この歌の主題は「失われた若さ」である。ほかにもタピオ・ラウタヴァーラから着想した感情的なApteekin ovikello（「薬局のドアベル」）、そしてパナマン・コンスリ（Panaman konsuli、「パナマ領事」）、Kun mä rupesin ryyppäämään（「私が飲み始めたとき」）などが収録されている。
1976年、ヴァイニオは下品な歌を数曲書く仕事を引き受けた。これらの歌は後にカセットテープでリリースされている。ヴァイニオは一部の歌を書き、歌ったが、ほかのミュージシャンとともに仮名を使用した。ヴァイニオの仮名は「ユンヌ・カイホミエリ」（Junnu Kaihomieli）だった。これらの歌のメロディは多くが著作権の切れた歌に基づいていた。例えば、Kumi-Roope（「ラバー・ローペ」）は民謡のRosvo-Roope（「泥棒ローペ」）を猥褻にしたものであった。1979年には再度同じような仕事に参加した。これらの歌は1992年と1997年にPahojen poikien lauluja 1–2（「不良少年の歌1-2」）とPorno-ooppera / Pahojen poikien lauluja 3（「ポルノ・オペラ/不良少年の歌3」としてそれぞれCDで発売され、いずれも売れてゴールドディスクになった。
1982年、ヴァイニオはキケ・エロマーとともにKunto nousee sullakin（「あなたも健康になる」）というシングルの歌を合唱した（作詞はヴァイニオ）。このシングルのB面はエロマーが独唱するポッカナ・ヤ・パイカッラーン（Pokkana ja paikallaan、「真面目と静止」）である。続いて1983年にはセッライスタ・エラマ・オン（1983年、「それが人生」）というコンピレーションアルバムが発売され、ヴァイニオ自身が録音した、最も有名な歌が収録されている。1985年のエラマー・ヤ・エロティーッカー（1985年、「生命とエロティカ」）はヴァイニオが完成したスタジオアルバムのうち最後のものとなり、アレクス・ヤ・ヤーン（Aleks ja Jaan、「アレクスとヤーン」）、Heiskasen kanssa kun heiluttiin（「ヘイスカネンとつるむとき」）、Yksinäinen saarnipuu（「孤独なトネリコ」などが収録されている。
ヴァイニオは離婚した後、ピルッコ・ヘイッカラ（Pirkko Heikkala）と付き合い、2人は1981年12月27日にクーサモで結婚、1983年に娘スヴィ（Suvi）をもうけた。2人は1980年代末にスイスに転居した。1988年、カトリ・ヘレナ、エイノ・グロン、パヴェ・マイヤネンなどがヴァイニオの50歳の誕生日を祝ってコンサートを行った。

### 死去
ヴァイニオが子供の頃に患っていた心臓病は1990年に再発した。彼の妹マルヤ（Marja）はヴァイニオが度々手を心臓の上に置いたと記憶している。ヴァイニオは遺言状を準備した。ヴァイニオが友人の作曲家ヴェイッコ・サムリ（Veikko Samuli）とフロリダ州に向かっていたとき、飛行機の中でトイレに向かったが、乗務員たちがすぐに医者を探すこととなった。ヴァイニオは心臓病の薬をポケットに入れていたがトローチと混ざっており、彼は間違って薬を飲みすぎて心臓の鼓動が遅くなり始めたのだった。幸い、とあるスチュワーデスの機転でヴァイニオは嘔吐して助かった。
ヴァイニオは1990年10月12日に最後のパフォーマンスを行い、1990年10月29日にスイスのグリオンで心臓発作を起こし、妻の看取る中で死去した。52歳だった。ヴヴェイで葬式が行われた後、ヴァイニオの遺体はフィンランドに運ばれてヒエタニエミ墓地の家族墓地で埋葬された。
ヴァイニオは死去の前日にアイスホッケーのコーチユハニ・タンミネンと知り合いになり、彼の家族と食事をした。タンミネンによると、その時のヴァイニオは元気だったという。彼は翌週にフィンランドの新聞を読んだ友人からヴァイニオの死を知った。
ヴァイニオが晩年に作っていたレコードは1991年にスカンディアからヴィースキュンッピセン・ヴィースト（「50歳の歌」）として発売された。そのうち、ヴァイニオにとって最も重要な歌は1970年代初期に録音したカウアン・シッテン（Kauan sitten、「大昔」）だった 。ヴァイニオの晩年、彼にとって最も重要な合作者はプロデューサーのヤーッコ・サロだった。

## あだ名と筆名
ユハ・ヴァイニオの最もよく知られたあだ名はユンヌ（Junnu）とユハ・"ヴァット"・ヴァイニオ（Juha ”Watt” Vainio）である。ユンヌは「ユンヌ・ヴァイニオ」（Junnu Vainio）のように姓と一緒に使われることもある。ユハ・"ヴァット"・ヴァイニオという名前はいくつかのアルバムで使われ、公的でもよく知られている。しかし、ヴァイニオの友人はヴァットを全く使わなかった。彼らにとって、ユハ・ヴァイニオはいつまでもユンヌである。
ヴァイニオが使ったことのある筆名はユンヌ、ユンヌ・カイホミエリ（Junnu Kaihomieli）、ヨルマ・コスキ（Jorma Koski）、イルッカ・ラハデ（Ilkka Lähde）、ミルヤ・ラハデ（Mirja Lähde）、キルシ・スニラ（Kirsi Sunila）、ヘイッキ・イルマリ（Heikki Ilmari）である。ユンヌ・カイホミエリという筆名は1970年代末の猥褻な歌で使われた。

## 批評家の意見
ペーテル・フォン・バグフはヴァイニオがアーウィン・グッドマンよりも先に1960年代のフィンランドにおけるユーモアに満ちた歌の作曲を始めたため、ヴァイニオをこの風潮の先駆者と評した。プロデューサーのヤーッコ・サロはヴァイニオが酒をやめると、その事業の新しいスタート地点に立ったとコメントし、ヴァイニオの記述からその歌は経験に基づくものであるとも述べた。
作家・映画監督のユッカ・ヴィルタネンによると、ヴァイニオは歌詞と音楽を同時に創作することが多いという。この傾向は髭の生えた独身者の歌詞が「自分の結婚式で踊ったことのない年寄りの独身者」について述べた一方、歌がワルツとして書かれたことから明らかである。ヴィルタネンはヴァイニオの仕事が早いとした一方、ヴァイニオにとって作曲は常に難しいことであるとした。ヴァイニオが酒をやめてからも歌の創作が容易になったことはないが、より感情的にはなるという。

## 趣味
ヴァイニオは青年期にサッカーとバスケットボールをよく遊び、その後もよく試合を見に行った。彼はレイヨ・レヘトヴィルタが作曲した、アイスホッケーチームのタンペレーン・タッパラの応援歌タッパラ・オン・テラスタ（「タッパラは鋼鉄製」）の歌詞を書いた。タッパラのマネージャーのミッコ・ヴェストベルグ（Mikko Westberg）はヴァイニオにチームソングを書くよう求め、歌詞に「タッパラは鋼鉄製」と「ライ麦パン」を入れることも求めた。タッパラ・オン・テラスタの歌詞を書いた後、ヴァイニオは一生タッパラのファンになった。
ヴァイニオは海が好きであり、航海を好んだ。彼はよく家族と友人を連れて航海しており、1987年には妻のピルッコとともにエステルスカルで島を購入した。彼の航海好きはラッセ・モルテンソンが作曲した航海以外の事は意味がない（Kaikki paitsi purjehdus on turhaa）という歌で見られる。

## 死後
ヴァイニオの死後、多くのトリビュート・コンサートが行われ、2008年5月には誕生70周年記念イベントが行われた。ヴァイニオの友人でソングライターのユッカ・ヴィルタネンはヴァイニオが書いた歌に基づきアルバトロッシ・ヤ・ヘイスカネン（Albatrossi ja Heiskanen、「アルバトロスーとヘイスカネン」）という戯曲を書き、1992年にヴァイニオの出生地コトカで初演された以降広く再演された。2004年のフィンランド映画ケイサリクンタ（「帝国」）は1950年代のヴァイニオとその友人を描いた。
作家へのユハ・ヴァイニオ賞は1991年に始まり、毎年フィンランドの傑出した作詞家に3万マルッカ（後に5千ユーロに変更）を授与した。また1994年12月にはユンヌン・ラウルセウラ（Junnun Lauluseura、「ユンヌの歌唱クラブ」）というクラブが成立、ヴァイニオの友人ケイヨ・ライティネン、ペルッティ・メツァリンネ、レイヨ・タニがクラブに加入した。このクラブはユンヌン・ラウルリパス（Junnun laulipas）の1と2という2冊の本を出版した。
ヴァイニオの作品はフィンランドのポピュラー音楽で影響力を持ち続け、一例としてはヴェサ＝マッティ・ロイリが2003年と2004年にそれぞれ出したヴァイニオのカバーアルバムがある。
ヴァイニオが録音した全ての作品は2008年のボックス・セット「レゲンダン・ラウルト-カイッキ・レヴュテュクセト1963-1990」（「伝説の歌 - レコード全集 1963-1990」）に収録され、広告用のジングル、猥褻な歌と付録の本も含まれた。ボックス・セットとともに発売された「レゲンダン・ラウルト-48メスタリテオスタ」（「伝説の歌 - 48のマスターピース」）はスオメン・ヴィラリネン・リスタ（「フィンランド公式チャート」、フィンランドの音楽チャート）のアルバム部門2位に上り詰めた。ユハ・ヴァイニオの息子イルッカ・ヴァイニオも音楽業界に入り、プロデューサーとソングライターとして働いた。

## 作品

### EP盤
ヴァイニオの作品のみ収録したのはJuha ”Watt” Vainioの1作だけだった。
- 4 iskelmää（1966年）
- Juha ”Watt” Vainio（1967年）
- Kotimaista huumoria（1968年）
- Kotimaista huumoria 2（1968年）
- Taljan tuottamia liikennelauluja（1969年）

### アルバム
- ユハ・"ヴァット"・ヴァイニオ（フィンランド語版）（1966年、シングルのコンピレーション・アルバム）
- ユハ・"ヴァット"・ヴァイニオとレイヨ・タニ（フィンランド語版）（1968年、シングルのコンピレーション・アルバム）
- ヴィーサリ・ヴァラハター（フィンランド語版）（1972年）
- トゥリン、ナイン・ヤ・ソイティン（フィンランド語版）（1975年、「来た、見た、演奏した」）
- カンシ・キーンニ・ヤ・クーレミーン（フィンランド語版）（1976年、「唇を閉じてさようなら」）
- カユン・アホン・ライター（フィンランド語版）（1979年、「私は空き地を歩く」）
- アルバトロッシ・ヤ・ソルサ（フィンランド語版）（1981年、「アルバトロッスと鴨」）
- セッライスタ・エラマ・オン（フィンランド語版）（1983年、「それが人生」）
- エラマー・ヤ・エロティーッカー（フィンランド語版）（1985年、「生命とエロティカ」）
- ヴィースキュンッピセン・ヴィースト（フィンランド語版）（1991年、「50歳の歌」）